# Léon IX
Pour les articles homonymes, voir Saint Léon et Léon.
Léon IX, surnommé le « Pape lorrain », ou encore le « Pape alsacien », né Bruno von Eguisheim-Dagsburg le 21 juin 1002 dans un lieu inconnu de Dabo ou de celui d'Eguisheim qui fait toujours débat, est le 152e pape de l'Église catholique du 12 février 1049 jusqu'à sa mort, le 19 avril 1054 à Rome.

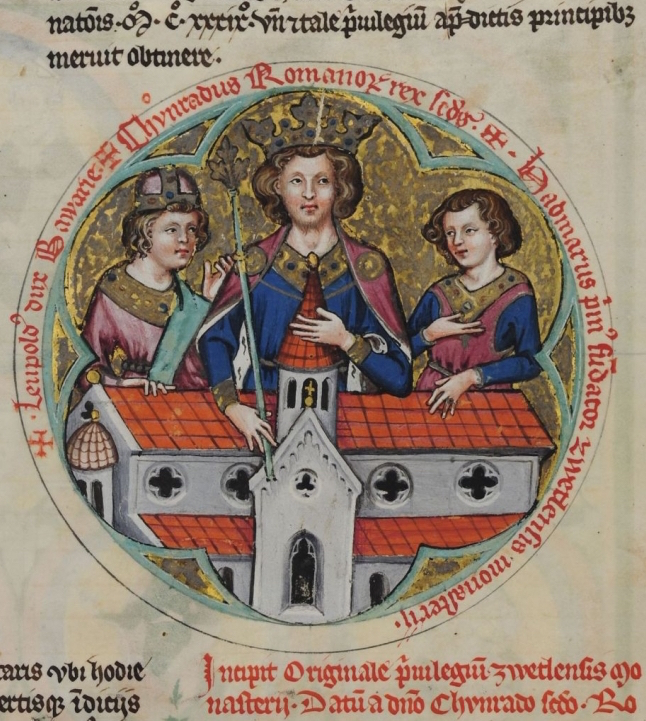
L'empereur du Saint-Empire Conrad II le Salique (au centre).

Fils du seigneur d'Eguisheim, de  noblesse Alsacienne  et de la comtesse de Dagsbourg (actuellement Dabo en Moselle),de noblesse Lorraine,  le futur Léon IX est d'abord comte-évêque de Toul puis élu pape, en décembre 1048 et intronisé le 12 février 1049 sous l'influence de l'empereur Henri III. Grand voyageur, il œuvre pour la paix. Son pontificat est marqué par le début de la réforme grégorienne. Reconnu comme saint par l'Église catholique, il est liturgiquement commémoré le 19 avril.

## Généalogie
Né dans un lieu inconnu des comtés de Dabo (Dagsburg) (terres maternelles où une église lui est dédiée) ou d'Eguisheim (terres paternelles où un oratoire lui est consacré), le lieu de naissance de Bruno von Eguisheim-Dagsburg fait toujours débat. Si la question est d'une importance mineure, elle est en effet l'un des principaux points discutés dans les débats sur l'identité régionale du futur pape Léon IX, les uns et les autres, selon le versant des Vosges qui a leur préférence, cherchant à en faire un « pape lorrain » ou « alsacien »,,,. En 2014, Robert Weber, maire d'Abreschviller de 1985 à 2008, démontre dans son ouvrage que Léon IX serait né au vieux château de sa commune.
Son père, Hugues IV de Nordgau, est de la famille des comtes de Nordgau, seigneurs d'Eguisheim. Bruno est un membre de la très haute aristocratie : sa famille se rattache par sa mère, Heilwige de Dabo, fille du comte de Dabo, aux Carolingiens de Francie occidentale et par son père aux rois de Germanie. Dans la parenté de Bruno figurent aussi bien des comtes de Reims que des évêques de Langres et de Metz ; il est le cousin des empereurs du Saint-Empire Conrad II le Salique et Henri III.
Ses parents construisirent deux abbayes : à Woffenheim (Sainte-Croix-en-Plaine) et à Reiningue et, vers 1029, le château de Wahlenbourg au Haut-Eguisheim.

## Biographie

### Éducation
À l'âge de cinq ans, il est confié à l'évêque Bertholde de Toul pour être éduqué à l'école de la cathédrale où il se montre très doué. Il entre jeune dans le chapitre de la cathédrale. Il est marqué par la réforme de Gorze.
Après la mort de son tuteur, il est appelé à la cour de son cousin l'empereur du Saint-Empire Conrad II le Salique (1024–1039), qui soutient la réforme monastique. Il est diacre en 1025. En 1026, il commande les troupes levées à Toul pour une campagne en Lombardie.
À la mort de l'évêque Hermann de Toul, alors qu’il n'a que 24 ans, il est proposé par le clergé avec le soutien de Conrad II comme son successeur et le 23 mai 1026, il est consacré par l'archevêque Poppon de Trèves.

### Évêque de Toul
Pendant la vingtaine d'années que dure cet épiscopat, Bruno lutte contre le nicolaïsme et la simonie. Il s'inscrit dans le mouvement réformateur promu par Cluny et Gorze. Il recrute parmi les représentants de ce courant ses collaborateurs. C'est en 1048 qu'il remarque Ildebrando de Soana (Hildebrand) (futur pape Grégoire VII) et l'attache à lui. Il impose à son entourage et lui-même un train de vie humble et pieux, se comportant en moine bénédictin et donnant ainsi exemple aux abbés de son évêché. À force d'énergie, il obtient l'assainissement moral des abbayes de son évêché.
Il reste fidèle à l'empereur et va plaider sa cause devant le roi des Francs Robert II le Pieux pour la succession du royaume de Bourgogne, où Conrad II le Salique, qui a hérité de Rodolphe III de Bourgogne mort sans enfants, est contesté par Eudes II de Blois qui a, lui, le soutien des Italiens. Il arrive avec succès à ménager la paix entre les deux souverains.
Sa renommée franchit largement les frontières de la Lorraine où en 1047 Adalbert de Lorraine est devenu duc.

### Pape

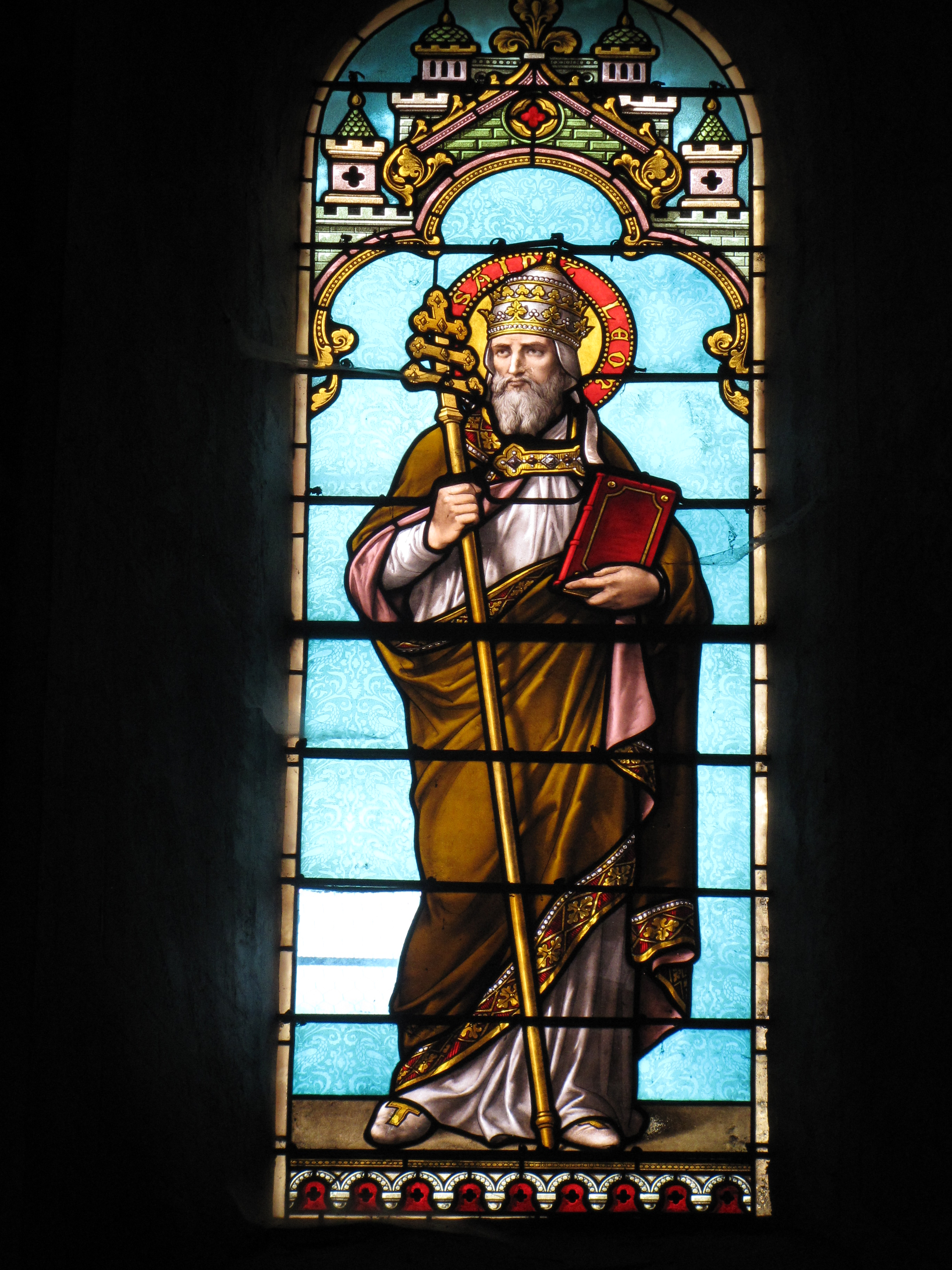
Léon IX, vitrail de l'église Saint-Étienne de Château-Renard, Loiret.

#### Élection
L'autorité de l'empereur est faible sur ses vassaux et pendant le règne d'Henri III, la puissante famille romaine dont sont issus les comtes de Tusculum, habituée à faire élire le pape, tente de reprendre ses prérogatives. Critiquant la faible moralité des papes désignés par l'empereur, elle fait élire un pape concurrent, obligeant l'empereur à intervenir militairement, à réunir un grand concile le 20 décembre 1046 pour démettre les papes concurrents. Mais cela ne suffit pas, coup sur coup deux papes désignés par l'empereur sont assassinés (Clément II et Damase II).
Henri III doit impérativement désigner un pape dont la moralité ne puisse être mise en doute et suffisamment habile pour gagner la confiance des Romains. Bruno, après son brillant ministère à Toul, est le candidat idéal. Pour se faire accepter, il ne doit cependant pas être le candidat désigné par l'empereur, il se rend en pèlerinage dans la Ville sainte et demande humblement aux Romains de ne l'élire que s'il leur convient. Il est alors intronisé sous le nom de Léon IX (en mémoire de Léon le Grand, qui avait affirmé la primauté de l'évêque de Rome en tant que successeur de Pierre) le 1er février 1049.

#### Débuts de la réforme grégorienne

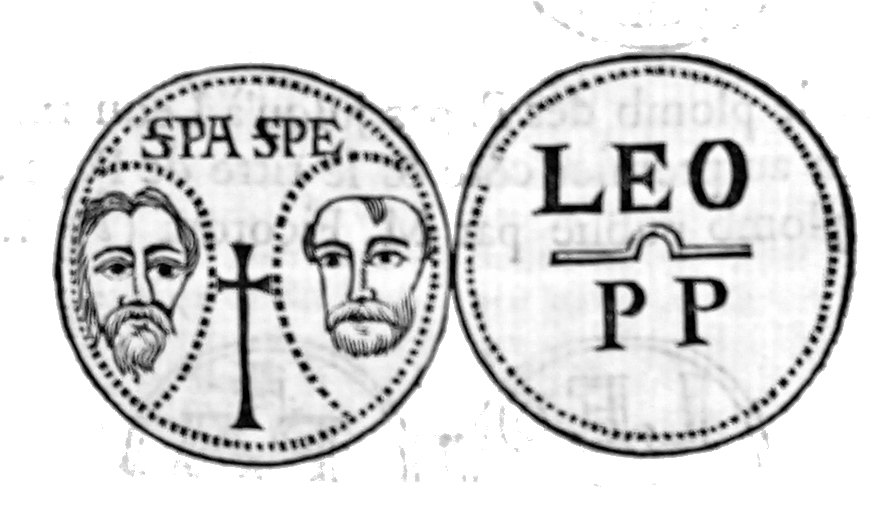
Sceau du pape Léon IX avec Pierre et Paul en avers.

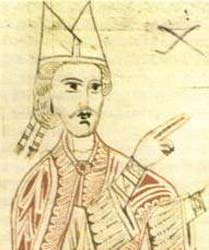
Ildebrando de Soana (Hildebrand) (futur pape Grégoire VII).

Élevé dans l'esprit de la réforme clunisienne, il conclut que c'est l'indignité des papes précédents qui leur a valu leur désaveu par les Romains et leur déchéance. Il considère que le souverain temporel ne devrait pas intervenir dans la vie religieuse. Comme à Toul, il s'entoure de réformateurs. Beaucoup d'ailleurs le suivent comme le moine Humbert de Moyenmoutier, dont l'intelligence est pénétrante, mais qu'un caractère abrupt ne prédispose pas à la diplomatie, Hugues Candide, Frédéric de Lorraine (le futur pape Étienne IX) ou Pierre Damien. Il nomme un clunisien, Ildebrando de Soana (Hildebrand) (le futur pape Grégoire VII), sous-diacre et le charge de l'administration des revenus du Saint-Siège, proche de la faillite. Les organes de gouvernement sont réorganisés ; les services de la chancellerie, désormais très actifs, suivent le modèle impérial et le rôle des cardinaux, auxquels sont confiés des postes clés de l'administration, s'accroît très sensiblement ; ces fonctions, naguère réservées aux représentants des familles romaines sont ouvertes aux « étrangers », ce qui souligne le caractère universel du Saint-Siège et montre que ces nominations ne doivent plus relever du clientélisme.
Très énergique, Hildebrand a une grande influence sur les actes de son pontificat et de ceux de ses successeurs (Victor II (1055–1057), Étienne IX (1057–1058), Nicolas II (1058–1061), Alexandre II (1061–1073). De fait, Hildebrand lance la réforme grégorienne vingt-cinq ans avant de devenir pape lui-même.
Une doctrine est élaborée, qui tend à donner au Saint-Siège le pouvoir nécessaire à l'accomplissement de la réforme. Les Dictatus papæ en révèlent les idées maîtresses: dans la société chrétienne, cimentée par la foi, l'ordre laïque a pour fonction l'exécution des commandements de l'ordre sacerdotal dont le pape est le maître absolu. Vicaire du Christ, il est le seul titulaire légitime de l'Empire, « l'empereur suprême ». Il peut déléguer ce pouvoir et reprendre sa délégation. L'empereur n'est plus le coopérateur du pape, mais son subordonné. Il devait donc exécuter le programme de réforme défini par le pape. Or ce programme remettait en cause l'Église impériale. L'un des théoriciens du mouvement, Humbert de Moyenmoutier, affirme en effet que l'inconduite des clercs provenait de leur soumission aux laïcs car ceux-ci les désignaient en fonction non pas de leur piété, mais des avantages matériels que cette nomination pouvait leur procurer.
Dès le début de son pontificat, en avril 1049, Léon IX réunit un concile à Rome condamnant la simonie et une partie du nicolaïsme. Mais les prélats allemands et français ne viennent pas. Il décide alors de parcourir la chrétienté pour défendre énergiquement sa réforme, d'autant que Rome se fait menaçante. Le 3 octobre 1049 : concile tenu par le pape Léon IX pour remédier à plusieurs abus dans le cadre de la réforme de l'Église (simonie, nicolaïsme, …) et qui faisait la suite de ceux de Rome et de Pavie. Le pape venait à l'initiative de l'abbé de Saint-Remy pour consacrer la nouvelle église. Henri Ier avait convoqué le banc et l'arrière-banc de son domaine et il ne vint que l'évêque de Senlis et Guy Ier de Soissons, évêque de Reims qui les accueillait. Le concile se tint avec vingt évêques, cinquante abbés et de nombreux clercs, parmi eux : l'archevêque de Trêves, celui de Lyon et celui de Besançon ; l'évêque de Porto. Le concile prit des sanctions canoniques contre le roi d'Angleterre et duc de Normandie Guillaume le Conquérant à la suite de son mariage avec sa cousine éloignée Mathilde de Flandres, ainsi que contre des gens d'Église, furent excommuniés : l'archevêque de Sens et celui de Saint-Jacques-de-Compostelle en Galicie, les évêques de Beauvais, d'Amiens, l'abbé de Saint-Médard. Furent déposés les évêques de Langres et celui de Nantes. Douze canons furent promulgués contre l'usure, contre le port des armes par les clercs, l'accès aux charges ecclésiastiques sans élection préalable, la protection des pauvres, etc. En tant que tout nouvel abbé de Corbie, Foulques de Corbie (homonyme de l'évêque d'Amiens) fut choisi avec l'un de ses moines, Gérard de Corbie, pour faire partie de la suite du pape à son retour vers Rome. Le pape ordonna prêtres Foulques (qui n'était alors que diacre) et Gérard. Au cours du voyage, Gérard avait fait à pied l'ascension du col du Grand-Saint-Bernard et du col de la Cisa. Le pape accorda à Foulques, comme un privilège particulier, le port de la dalmatique et des escarpins pour les fêtes solennelles.
De juillet 1050 jusqu'au printemps 1051, de juin 1052 à mars 1053, il sillonne l'Europe de Bénévent au sud, à Cologne au nord, à Reims à l'ouest, à Bratislava à l'est.
Ses principales luttes sont :
- contre l'achat ou la vente de charges ecclésiastiques (la simonie) ;
- contre le concubinage des prêtres (le nicolaïsme) ;
- les évêques ne devaient pas être des préfets de l'Empire, mais des théologiens ;
- le retour à des vertus « plus chrétiennes ».

Il excommunie et dépose les évêques reconnus coupables. Il convoque pendant son pontificat douze conciles. En 1050, il impose la trêve de Dieu aux seigneurs constamment en guerre les uns contre les autres.
En 1049, il tente d'interdire le mariage du duc de Normandie Guillaume le Conquérant et de Mathilde de Flandre. Cette union est entachée de consanguinité, mais le motif politique de cette décision est la crainte de l'Église de voir unies deux grandes puissances : la Flandre et la Normandie (les Normands installés à Aversa et en Apulie ayant déjà menacé la papauté). Le mariage a bien lieu en 1050.

#### Concile de Reims
Au concile de Reims, du 3 octobre 1049, le pape Léon IX excommunie l'évêque d'Iria-Compostelle pour avoir affirmé que son siège était apostolique ; cela revenait, naturellement, à nier la présence du corps de l'apôtre Saint Jacques à Compostelle. La menace d'excommunication n'eut pas de conséquences et les pèlerins continuèrent à se rendre chaque fois plus nombreux auprès du sépulcre.

#### Lutte contre les hérésies
Les désordres moraux dont souffre l'Église favorisent la propagation des hérésies. En France, en particulier, où Bérenger de Tours, l'écolâtre de Tours, affirme qu'il y a seulement une présence spirituelle du Christ dans l'Eucharistie. Déjà condamné aux conciles de Rome et de Verceuil en 1050, puis au synode de Paris en 1054, Bérenger est déféré en 1054 au concile de Tours présidé par Hildebrand. Il y reconnaît que, lors de la consécration, le pain et le vin deviennent le corps et le sang du Christ.

#### Canonisation
Il procède à la canonisation de Gérard de Toul, la troisième de l'Église catholique, à Hartzheim en 1050.

#### Ses démêlés avec les Normands de l'Italie du Sud
Les musulmans venant de s'installer en Sardaigne, il envoie un légat aux Pisans pour leur proposer la concession perpétuelle de l'île à condition de lui reverser un tribut. Ceux-ci s'acquittent pleinement de cette mission, s'emparant même de la Corse au passage.
Depuis 1016, des bandes de cadets normands tentent leur chance en Italie du Sud. En effet, le système de féodalité directe établie par les ducs de Normandie avec des règles héréditaires favorisant surtout les aînés oblige les puînés à rechercher fortune ailleurs. Beaucoup vendent leurs talents militaires comme mercenaires. L'Italie du Sud est disputée entre Byzantins, Sarrasins et Lombards qui emploient nombre de mercenaires normands reconnus pour leur efficacité (ils gagnent maintes batailles en infériorité numérique). Ces derniers, malmenés par leurs employeurs, ne tardent pas à guerroyer pour leur propre compte et conquièrent les comtés d'Aversa et d'Apulie en Italie du Sud. Henri III les reconnaît comme vassaux de l'Empire. Or, en 1051, le duché de Bénévent se soumet au pape et ce dernier, voyant sa dernière acquisition menacée par les pillards normands, entre en guerre contre eux. Cependant, l'aide de l'empereur Henri III et des Byzantins est insuffisante et le pape est vaincu en 1053 à la bataille de Civitate en Apulie. C'est un échec : il est fait prisonnier par les Normands la même année et cela brouille définitivement la papauté avec Constantinople. Finalement, le pape est libéré au bout de neuf mois de détention en Bénévent après avoir reconnu les possessions normandes en Apulie et en Calabre.
Sa réforme lui a attiré beaucoup d'inimitiés, et revenu mourant à Rome, il voit son palais pillé en 1054.

#### Le schisme
Depuis la fin du VIIIe siècle, Rome qui avait été sous domination et protection byzantine depuis le pape Vigile, s'éloigne de Constantinople pour se tourner vers les Francs puis vers le Saint-Empire romain germanique.
Surtout, les menées militaires du pape et des empereurs en Italie du Sud ont tout pour faire de Constantinople un adversaire. Lors du schisme de 869–879, provoqué par la querelle attenante au Filioque, poussé dans l'Église d'Occident par les pouvoirs francs, et les caractères contradictoires du pape Nicolas Ier ainsi que du patriarche Photios Ier de Constantinople, le schisme prend un caractère bien réel ; mais il est évité après que le pape Jean VIII et Photios Ier parviennent à un accord et condamnent le Filioque ainsi que Nicolas Ier,.
Sous le patriarcat de Michel Ier Cérulaire, les relations entre Rome et Constantinople sont toujours très tendues : les couvents et églises des Latins à Constantinople sont fermés et les monastères et églises orthodoxes en Italie le sont tout autant.
Si l'affirmation de la papauté comme étant à la tête de l'Église universelle est le fondement du schisme, c'est une controverse sur l'Eucharistie qui le déclenche. Les Latins utilisent un pain azyme et les orthodoxes du pain ordinaire. Léon IX fait réfuter les traités grecs traitant du problème[source insuffisante]. Humbert de Moyenmoutier dans son Dialogus s'oppose aux assertions des orthodoxes, condamne les prêtres mariés encore en usage en Orient et accuse les Byzantins d'hérésie car ils retireraient le Filioque du Crédo tout en les menaçant d'excommunication. Le pape envoie les légats Humbert de Moyenmoutier et Pierre d'Amalfi à Constantinople pour y explorer la possibilité d'une réconciliation avec l'Église de Constantinople[source insuffisante]. Les légats excommunient le patriarche et ses partisans le 16 juillet 1054 alors que le pape, Léon IX, est mort (19 avril) entre-temps, car il les renvoie en Italie chercher une nouvelle légature. Le patriarche byzantin Michel Ier Cérulaire contre-attaque et excommunie les légats. C'est le début du schisme de 1054, l'un des épisodes de la séparation des Églises d'Orient et d'Occident.

#### Épilogue
Le pape Léon IX a été canonisé dès 1087 par le pape Victor III. Sa fête est célébrée traditionnellement au jour d'anniversaire de sa mort terrestre (dite aussi « Naissance au Ciel ») le 19 avril. Son corps repose à la basilique Saint-Pierre.
En Lorraine et en Alsace, des églises lui sont consacrées notamment à Dabo, Nancy, Strasbourg et Eguisheim.

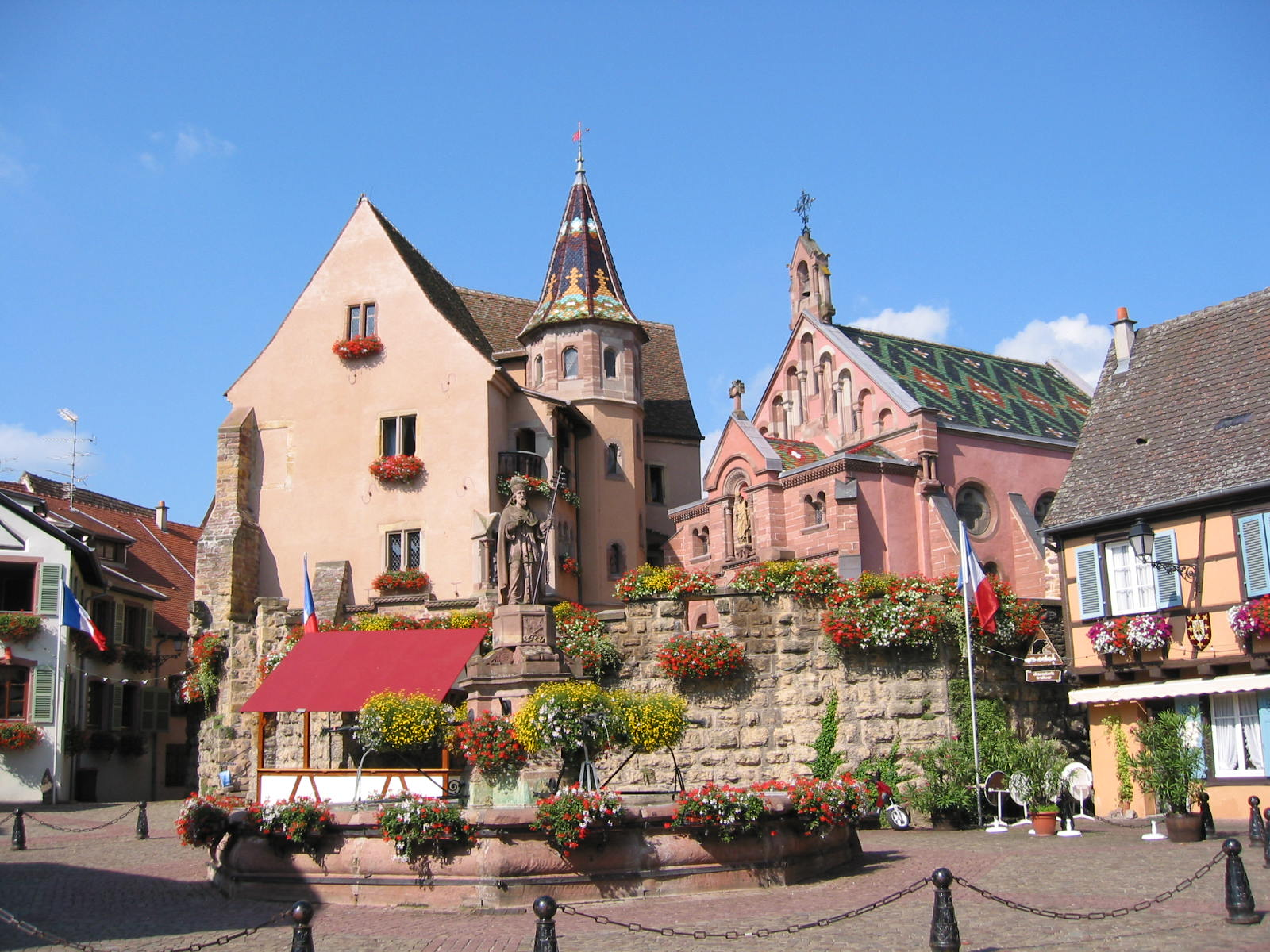
Plaque commémorative sur la place du château à Eguisheim.
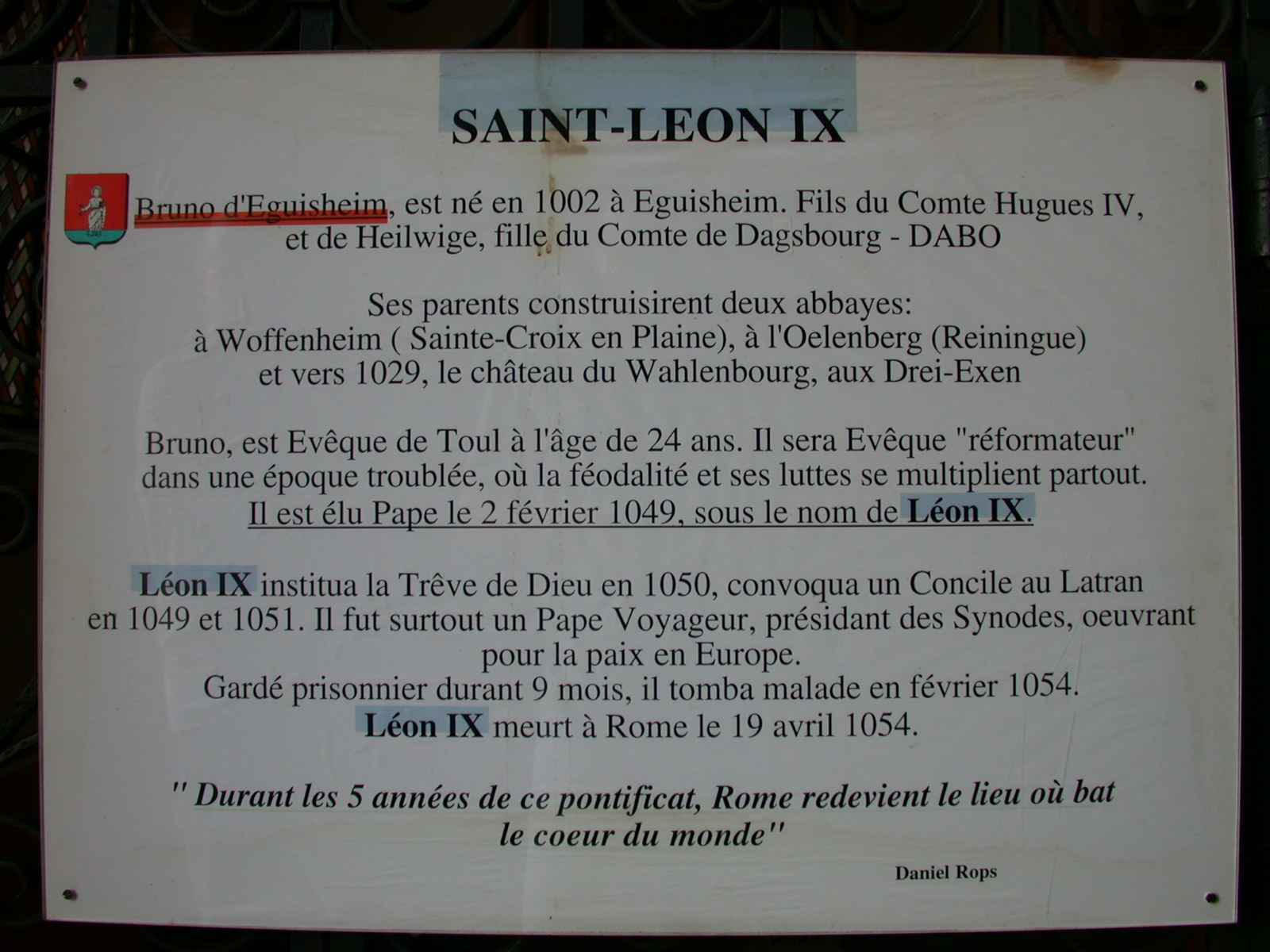
Plaque biographique de Léon IX sur la place du château à Eguisheim.
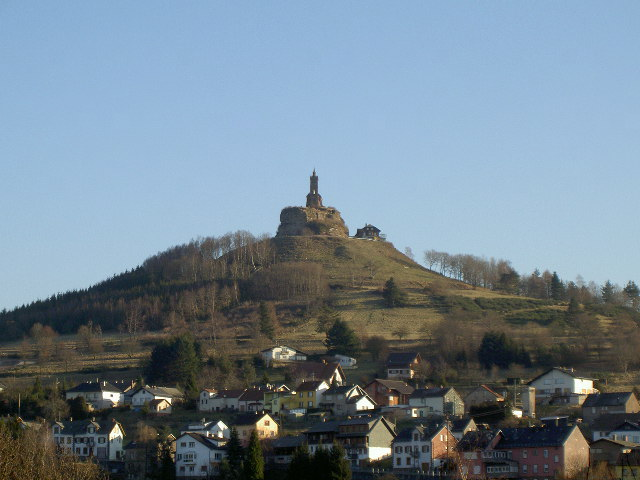
Chapelle Saint-Léon de Dabo.
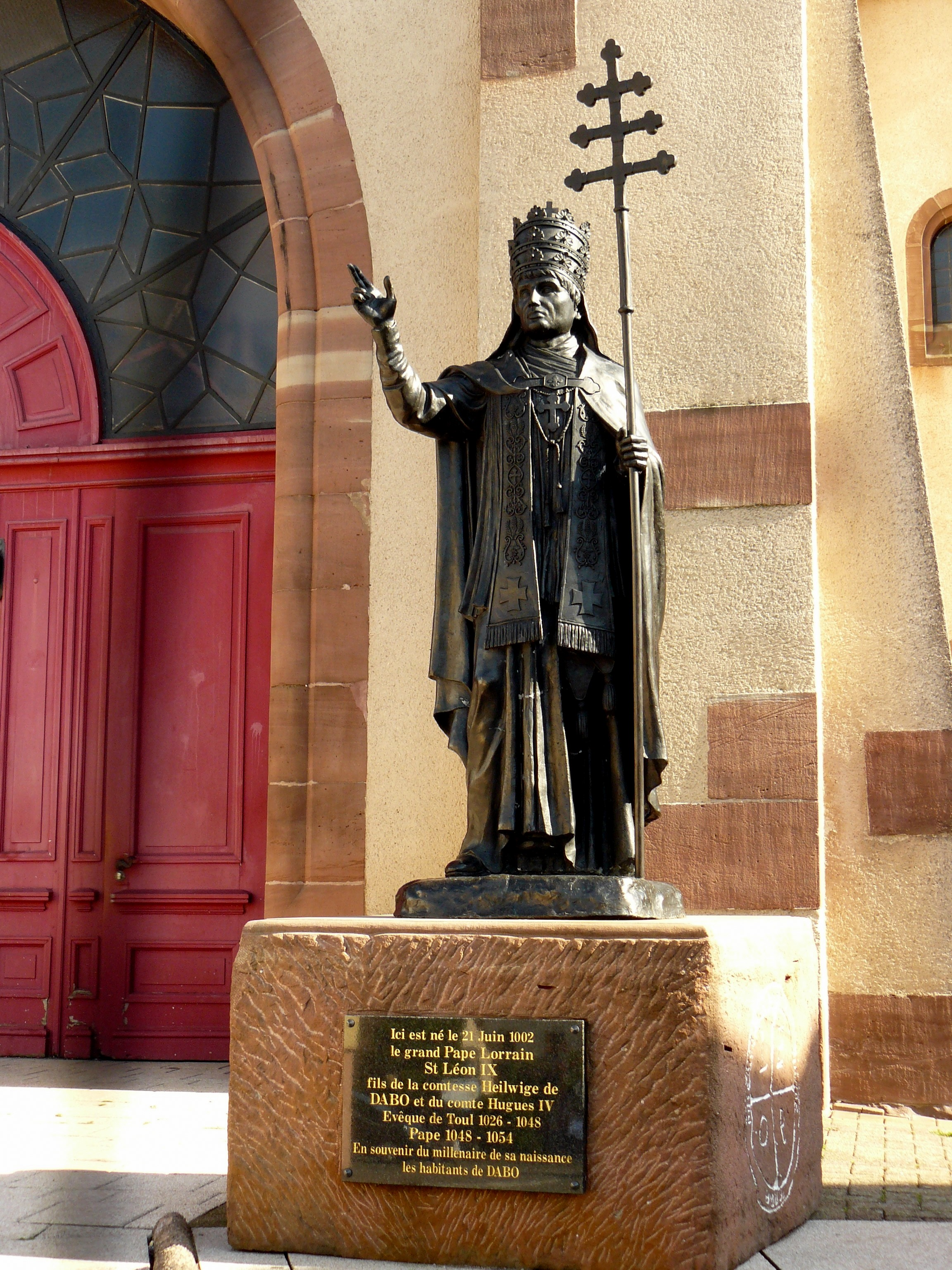
Statue de Léon IX à Dabo (millénaire de sa naissance).